# Hans von Schack (General)
Hans Georg Karl Wladislaw von Schack (* 27. Juni 1853 in Landsberg an der Warthe; † 9. Dezember 1934) war ein preußischer Generalleutnant.

## Leben
Schack besuchte die Kadettenhäuser in Potsdam, Bensberg und Berlin. Anschließend wurde er am 16. Februar 1871 als Sekondeleutnant dem Magdeburgischen Füsilier-Regiment Nr. 36 der Preußischen Armee überwiesen. Zur weiteren Ausbildung absolvierte er ab Oktober 1876 für drei Jahre die Kriegsakademie in Berlin. Vom 1. Oktober 1880 bis zum 17. September 1882 diente Schack als Regimentsadjutant und wurde anschließend unter Stellung à la suite des Regiments als Adjutant zur 13. Infanterie-Brigade in Magdeburg kommandiert. Daran schloss sich ab 21. April 1883 eine einjährige Kommandierung zur Dienstleistung beim Großen Generalstab an. Dieses Kommando verlängerte sich um ein weiteres Jahr. Unter Belassung beim Großen Generalstab wurde er dann dem Generalstab der Armee aggregiert und am 13. Juni 1885 zum Hauptmann befördert. Mitte April 1886 folgte für zwei Jahre seine Versetzung zum Generalstab des I. Armee-Korps in Königsberg. Nach seiner Rückversetzung zum Großen Generalstab folgten Verwendungen im Generalstab der 33. Division in Straßburg sowie bei der 30. Division in Metz. Als Major wurde Schack am 17. September 1892 in den Generalstab des Gouvernements Mainz versetzt. Mit seiner Ernennung zum Bataillonskommandeur im 7. Rheinischen Infanterie-Regiment Nr. 69 kehrte er am 17. Februar 1894 in den Truppendienst zurück. In gleicher Eigenschaft wurde Schack am 18. April 1896 in das Infanterie-Regiment Nr. 97 in Saarburg versetzt. Hier avancierte er am 12. September 1896 zum Oberstleutnant und etatsmäßigen Stabsoffizier. Mit seiner Beförderung zum Oberst wurde Schack am 25. März 1899 zum Kommandeur des in Münster stationierten Infanterie-Regiments „Herwarth von Bittenfeld“ (1. Westfälisches) Nr. 13 ernannt. Am 12. September 1902 folgte seine Beförderung zum Generalmajor und die Ernennung zum Kommandeur der 68. Infanterie-Brigade in Metz. In Würdigung seiner Verdienste verlieh ihm Wilhelm II. den Roten Adlerorden II. Klasse mit Eichenlaub und den Kronenorden II. Klasse mit Stern. Außerdem erhielt Schack am 16. Oktober 1906 den Charakter als Generalleutnant. Einen Monat später wurde er zu den Offizieren von der Armee versetzt und am 16. Februar 1907 mit der gesetzlichen Pension zur Disposition gestellt.
Am 3. Juli 1913 wurde ihm noch die Erlaubnis zum Tragen der Uniform des Infanterie-Regiments „Herwarth von Bittenfeld“ (1. Westfälisches) Nr. 13 erteilt. Während des Ersten Weltkriegs wurde Schack als z.D.-Offizier wiederverwendet und fungierte vom 2. August 1914 bis zum 31. März 1918 als Kommandeur der stellvertretenden 44. Infanterie-Brigade in Kassel.

## Familie
Schack hatte aus seiner Ehe mit Marie von Schultz eine Tochter Karoline (1883–1937), die 1906 in erster Ehe mit Major Hans Hünke († 1919) und nach Scheidung in zweiter Ehe 1921 mit Oberregierungsrat Hasso von Podewils (1878–1956) vermählt war.